# 勝田町
勝田町（かつたちょう）は、かつて岡山県の北東部に位置し鳥取県と県境を接していた町である。勝田郡に属した。合併により美作市となり、旧勝田町役場は美作市役所勝田総合支所となっている。

## 概要
中国山地に位置し、町域の大半は山林で占められている。

## 歴史

### 沿革
- 1889年（明治22年）6月1日 - 町村制施行に伴い勝北郡大町村、小畑村、久賀村、河内村、真加部村、矢田村、余野村が合併、勝田村が発足。
- 1890年（明治33年）4月1日 - 勝北郡が勝南郡と合併して勝田郡となる。
- 1940年（昭和15年）11月3日 - 町制を施行し勝田町となる。
- 1954年（昭和29年）3月31日 - 勝田郡吉野村大字豊久田の内、杉原地区を編入。吉野村の残部は他町村と合併して勝央町を新設。
- 1954年（昭和29年）11月1日 - 英田郡粟広村大字長谷内・馬形・宗掛を編入。粟広村の残部は英田郡美作町へ編入。
- 1955年（昭和30年）1月1日 - 梶並村と合併し新・勝田町となる。
- 2005年（平成17年）3月31日 - 英田郡美作町・作東町・英田町・大原町・東粟倉村との合併（新設合併）により美作市となる。

## 経済

### 産業
農業
『大日本篤農家名鑑』によれば勝田村の篤農家は、「森安太郎、梶並庄太郎」などである。

## 行政
- 勝田町役場（現・美作市役所勝田総合支所）
  - 梶並支所（現・美作市役所勝田総合支所梶並出張所）

## 教育
- 勝田町立勝田小学校
- 勝田町立勝田東小学校
- 勝田町立梶並小学校
- 勝田町立勝田中学校

現在は各校とも美作市立。

## 交通
- 町内を走る鉄道、高速道路はない。
- 町内を走る一般国道 ： 国道429号
- 町内を走る県道
  - 鳥取県道・岡山県道7号智頭勝田線
  - 岡山県道51号美作奈義線
  - 岡山県道356号行方勝田線
  - 岡山県道357号梶並立石線
  - 岡山県道388号馬形美作線
  - 岡山県道479号瀬戸宗掛線

## 名所・旧跡・観光スポット・祭事・催事
- トム・ソーヤー冒険村 - 自然体験施設[2]。

## 出身・ゆかりのある人物
- 中井連（旧姓・大町、内外科医師、中井病院長、摩耶山社長）
- 安藤翔（剣舞家）